# Heinrich Christian Schumacher

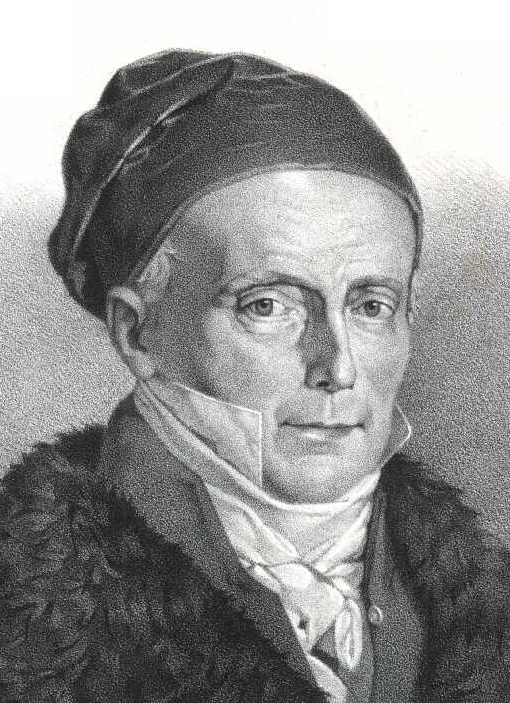
Heinrich Christian Schumacher (Lithographieausschnitt von F. Ausborn nach einem Gemälde von Christian Albrecht Jensen)

Heinrich Christian Schumacher (* 3. September 1780 in Bramstedt; † 28. Dezember 1850 in Altona/Elbe) war ein deutscher Astronom und Geodät. Er gründete die Sternwarte Altona und die erste himmelskundliche Fachzeitschrift Astronomische Nachrichten.

## Kindheit und Jugend
Der Sohn des Amtmannes Andreas Schumacher wurde als Siebenjähriger von seinem Vater dem dänischen König Friedrich VI. – der in Personalunion auch Herzog von Holstein war – vorgestellt. Von dieser Bekanntschaft hat Schumacher im Laufe seines späteren Lebens wiederholt profitiert. Nach dem Tod des Vaters zog seine Mutter mit ihm 1790 nach Altona, wo er beim Holsteiner Topografen Johann Friedrich August Dörfer zur Schule ging. Durch ihn und Jacob Struve, Mathematiker und Direktor des Altonaer Gymnasiums Christianeum, das Schumacher von 1794 bis 1799 besuchte, kam er erstmals mit Vermessung und Himmelskunde in Kontakt.

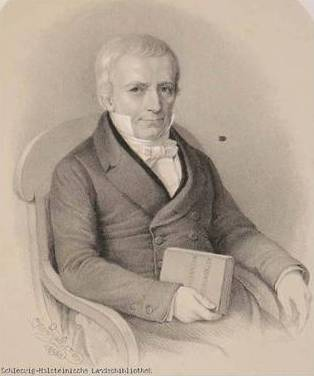
Heinrich Christian Schumacher um 1823, Lithographie von Otto Speckter (1853)

Nach dem Studium der Rechtswissenschaften an den Universitäten Kiel und Göttingen lehrte er als Dozent der Rechte 1805 an der Kaiserlichen Universität Dorpat. Der Mathematiker und Leiter der dortigen Sternwarte Prof. Johann Wilhelm Andreas Pfaff führte ihn an Mathematik und Astronomie heran; beide Fächer studierte er nach seiner Rückkehr mit einem königlichen Stipendium an den Universitäten Kopenhagen und Göttingen.

## Von der Juristerei zur Astronomie
In Göttingen war Carl Friedrich Gauß sein Lehrer, der Schumacher für die Geodäsie begeisterte. Nach Ablauf des einjährigen Stipendiums besuchten sie zusammen namhafte Astronomen und Mathematiker wie Olbers, Schroeter und Bessel. Bei seinen häufigen Zwischenaufenthalten im heimischen Altona hatte Schumacher sich zudem mit Johann Georg Repsold angefreundet, dessen Sternwarte in Hamburg er seit 1808 regelmäßig nutzte.
1810 wurde Schumacher außerordentlicher Professor der Astronomie in Kopenhagen, 1813 Direktor der Mannheimer Sternwarte und 1815 ordentlicher Professor der Astronomie in Kopenhagen. Von dort kehrte er jedoch umgehend nach Altona zurück, um im Auftrag Friedrichs VI. ab 1817 die geodätische Vermessung des Meridians von Skagen bis Lauenburg/Elbe vorzunehmen, die von Gauß durch Königreich Hannover hindurch fortgesetzt und damit an das Europäische Netz angeschlossen wurde. Hierzu vermaßen sie 1820 zusammen die Braaker Basis.
1820 erhielt er von der Königlich Dänischen Akademie der Wissenschaften in Kopenhagen den Auftrag, Holstein zu vermessen und die Ergebnisse kartographisch darzustellen.

## Sternwarte Altona und Astronomische Nachrichten

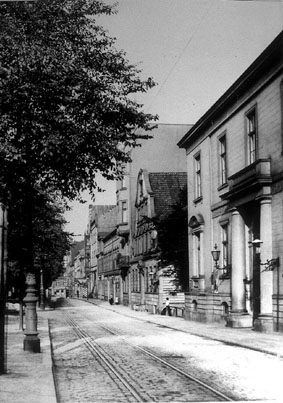
Barockes Wohnhaus von H.C. Schumacher (Bildmitte)

1821 kaufte Schumacher ein Haus an der Altonaer Palmaille, in dem er sein eigenes Institut, die Sternwarte Altona, einrichtete. Ein königliches Privileg umfasste außer einem jährlichen Budget für seine Mitarbeiter auch die Zusicherung, bis zu seinem Tod in Altona leben und forschen zu dürfen. Von den kleinen Erkern des am Hochufer der Elbe gelegenen Gebäudes aus konnte man mehrere entfernte Dreieckspunkte sehen; im Garten wurde ein Meridiankreis von Reichenbach aufgestellt, den Repsold montierte und mit einem eigenen, verbesserten Ableseniveau ausrüstete. Die Polhöhe des Meridiankreises wurde mit 53° 32’ 45’’, seine östliche Länge von Paris mit 30’ 25’’ „in Zeit“ ermittelt (vgl. Altonaer Meridian).
Im Jahr 1823 begann Schumacher auf Vorschlag des dänischen Staatsministers Johannes von Mösting mit der Herausgabe der Astronomische Nachrichten, die die Kommunikation zwischen den Fachleuten und Gelehrten erheblich beförderte. Beiträge von Gauß, Bessel, Rümker, Olbers, Encke, Airy, C. und W.Herschel ließen die bis heute bestehende Zeitschrift schnell zum Sprachrohr der Astronomie werden.
Schumacher und seine Mitarbeiter, namentlich sein langjähriger Observator und Nachfolger Adolph Cornelius Petersen, bestimmten u. a. 1824 den Längenunterschied zwischen Altona und Greenwich durch eine „Chronometerexpedition“, führten 1829/30 auf Gut Güldenstein in Holstein Messungen mit einem von Repsold konstruierten Sekundenpendel durch, vermaßen die Trasse für die 1844 eröffnete Eisenbahnlinie zwischen Altona und Kiel und nahmen das Hamburger Stadtgebiet nach dem großen Brand im Jahr 1842 trigonometrisch auf. 1822 wurde Schumacher Mitglied (Fellow) der Royal Society of Edinburgh. Seit 1824 war er korrespondierendes Mitglied der Russischen Akademie der Wissenschaften in St. Petersburg. 1831 wurde Schumacher in die Académie des sciences und 1834 in die American Academy of Arts and Sciences gewählt. 1835 wurde er zum auswärtigen Mitglied der Göttinger Akademie der Wissenschaften gewählt.
Heinrich Christian Schumacher befasste sich bereits in den 1840er Jahren auch mit dem Problem der Differenzen der astronomischen Zeit zwischen unterschiedlichen Orten und bestimmte für die Fahrpläne der Altona-Kieler Eisenbahn-Gesellschaft (König Christian VIII. Ostseebahn) eine künstliche mittlere Uhrzeit – gut 40 Jahre vor der Internationalen Meridian-Konferenz und ein halbes Jahrhundert vor Einführung der Mitteleuropäischen Zeit.

## Schumachers letzte Jahre
Diese Umtriebigkeit, aber zunehmend auch Probleme mit Christian VIII., dem Nachfolger seines 1839 gestorbenen Gönners auf dem dänischen Thron, führten zu einer Verschlechterung seiner Gesundheit.
Während des Schleswig-Holsteinischen Aufstandes (1848–1850) lagerten vor dem Altonaer Haus des königstreuen Beamten feindliche Soldaten; er selbst stand unter Hausarrest, durfte sich nur noch privat an den Astronomischen Nachrichten beteiligen.

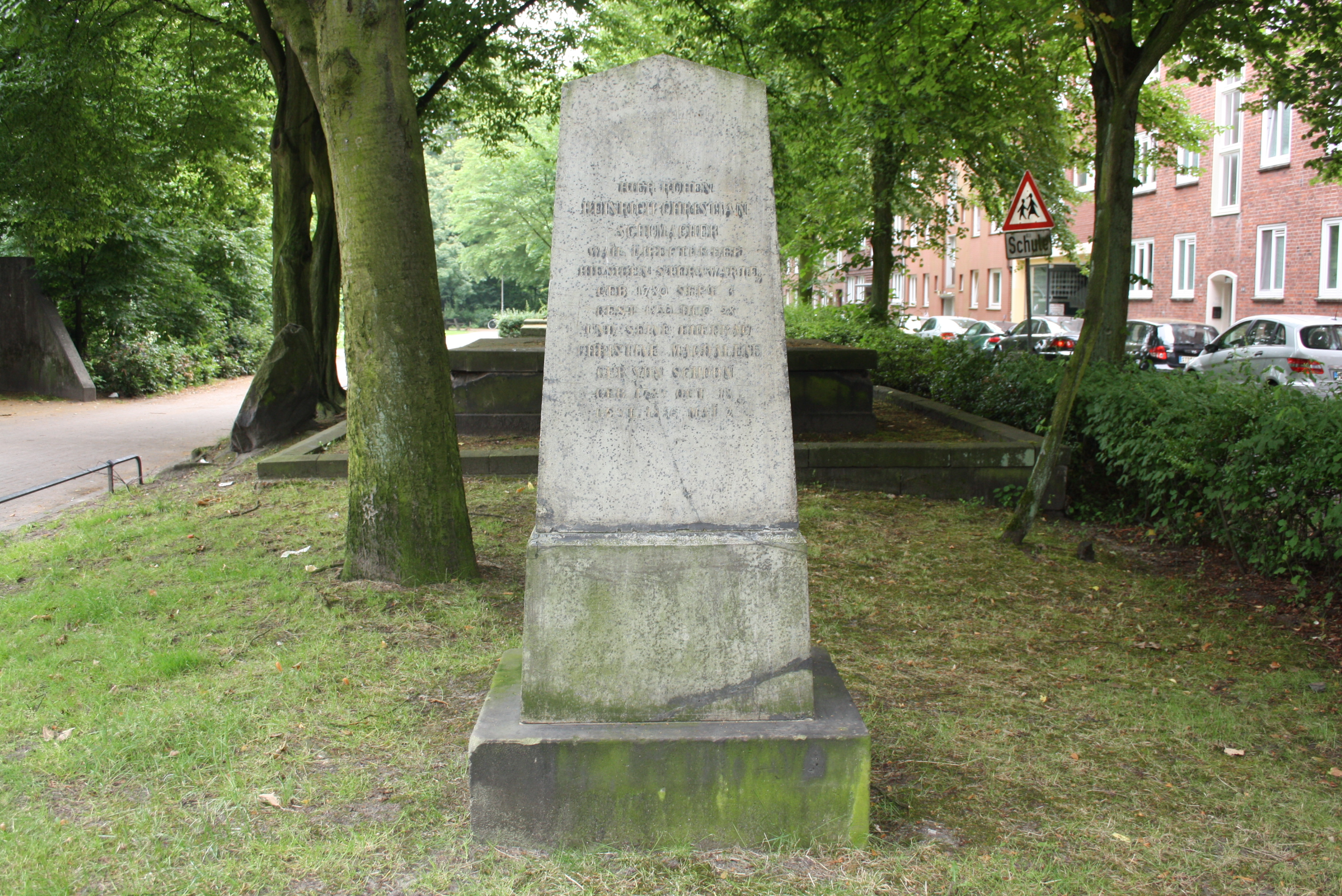
Grabstein auf dem Heilig-Geist-Kirchhof in Hamburg-Altona

Schumacher starb am 28. Dezember 1850 mit zahlreichen Orden und Auszeichnungen (darunter die ihm 1829 verliehene Goldmedaille der Royal Astronomical Society) geehrt und als Mitglied zahlreicher bedeutender wissenschaftlicher Akademien.
Seine Altonaer Sternwarte war bis 1872 in Betrieb, das Gebäude sank erst 1941 in Trümmer; die Astronomischen Nachrichten gibt es heute noch. In der Altonaer Altstadt erinnert seit 1868 die Schumacherstraße an ihn. Sein Grab befindet sich auf dem ehemaligen Heilig-Geist-Kirchhof am Ausgang Behnstraße der S-Bahn Station Königstraße und beim Denkmal für den Altonaer Meridian.
Der Mondkrater Schumacher wurde 1935 nach ihm benannt, ebenso 1994 der Asteroid (5704) Schumacher.

## Schriften
- Schreiben an den Herrn Doctor W. Olbers in Bremen ..., Hammerich und Heineking, Altona 1821, Digitalisat
- Lagen der Thürme und der Sternwarte in Hamburg gegen den Thurm der grossen Michaeliskirche nebst ihren Höhenunterschieden und Tafeln, um das Hamburger Fussmaass in Dänisches, Preussisches, Französisches und Englisches Maass, und die fremden Maasse in Hamburger Fussmaass zu verwandeln. Perthes-Besser & Mauke, Hamburg 1843. Digitalisat

### Briefwechsel
- C.[Christian] A.[August] F.[Friedrich] Peters (Hg.): Briefwechsel. C. F. Gauss und H. C. Schumacher, Gustav Esch, Altona
  - 1. Bd., 1860 Digitalisat
  - 2. Bd., 1860 Digitalisat
  - 3. Bd., 1861 Digitalisat
  - 4. Bd., 1862 Digitalisat
  - 5. Bd., 1863 Digitalisat

### Herausgeber
- Astronomische Abhandlungen. 3 Bände. Altona 1823–1825.
- Astronomische Nachrichten. Herausgabe, Altona 1822–1850. Nach seinem Tod fortgesetzt, erscheint bis heute
- Jahrbuch : für , (Astronomische Jahrbücher). Tübingen 1836–1844.
- Astronomische Hilfstafeln. 10 Bände. Schultzischen Officin/Jens Hostrup Schultz, Copenhagen 1820–1829, Digitalisat
  - G.H.L. Warnstorff (Hg.): Sammlung von Hülfstafeln, herausgegeben im Jahre 1822 von H.C. Schumacher, neu herausgegeben und vermehrt, Hammerich, Altona 1845. Digitalisat
- Populäre Vorlesungen über wissenschaftliche Gegenstände von F.[Friedrich] W.[Wilhelm] Bessel, Perthes-Besser & Mauke, Hamburg 1848, Digitalisat